# Adolf (mangá)
Adolf, conhecido no Japão como Adolf ni Tsugu (アドルフに告ぐ Adorufu ni Tsugu, literalmente: "Conte a Adolf") é uma série de mangá desenvolvida por Osamu Tezuka.
Adolf foi publicado em inglês pela Cadence Books e VIZ Media e no Brasil pela Conrad Editora[carece de fontes?] e Pipoca & Nanquim. 
A história é ambientada antes da Segunda Guerra Mundial  e é centralizada em três personagens de nome Adolf. Adolf Kamil (アドルフ・カミル) é um judeu Asquenaze que mora no Japão. Seu melhor amigo Adolf Kaufmann (アドルフ・カウフマン), que é descendente de japoneses e alemães. O terceiro Adolf é Adolf Hitler (アドルフ・ヒトラー), ditador da Alemanha.Adolf também apresenta Sohei Toge (峠草平 Tōge Sōhei), um repórter japonês. 
Essa série tem ao todo 5 volumes e 36 capítulos.

## Sinopse[2][3]
A história se debruça sobre um dos episódios mais infames da humanidade, a ascensão do Partido Nazista e a Segunda Guerra Mundial, misturando os gêneros policial, espionagem e aventura. 
O mangá é uma história sobre três homens de mesmo nome na época da Segunda Guerra Mundial: são eles Adolf Kamil (um filho de judeus), Adolf Kauffmann (filho de um nazista com uma japonesa), e Adolf Hitler. Três pessoas completamente diferentes, cujos destinos estão entrelaçados com o de um repórter japonês chamado Souhei Touge, dono de um documento que guarda um segredo sobre Hitler. Um segredo que, ao ser revelado, colocará fim à marcha dos nazistas e destruirá o pior Adolf que o mundo já conheceu. 